# Lilla Bjän
Lilla Bjän är en sjö i Åtvidabergs kommun i Östergötland och ingår i Storåns huvudavrinningsområde. Sjön har en area på 0,197 kvadratkilometer och ligger 102,1 meter över havet. Sjön avvattnas av vattendraget Storå.

## Delavrinningsområde
Lilla Bjän ingår i det delavrinningsområde (645037-151249) som SMHI kallar för Utloppet av Lilla Bjän. Medelhöjden är 122 meter över havet och ytan är 13,99 kvadratkilometer. Det finns ett avrinningsområde uppströms, och räknas det in blir den ackumulerade arean 40,32 kvadratkilometer. Storå som avvattnar avrinningsområdet har biflödesordning 2, vilket innebär att vattnet flödar genom totalt 2 vattendrag innan det når havet efter 47 kilometer. Avrinningsområdet består mestadels av skog (68 procent), öppen mark (15 procent) och jordbruk (13 procent). Avrinningsområdet har 0,2 kvadratkilometer vattenytor vilket ger det en sjöprocent på 1,4 procent.